# Toronto-Dominion Centre

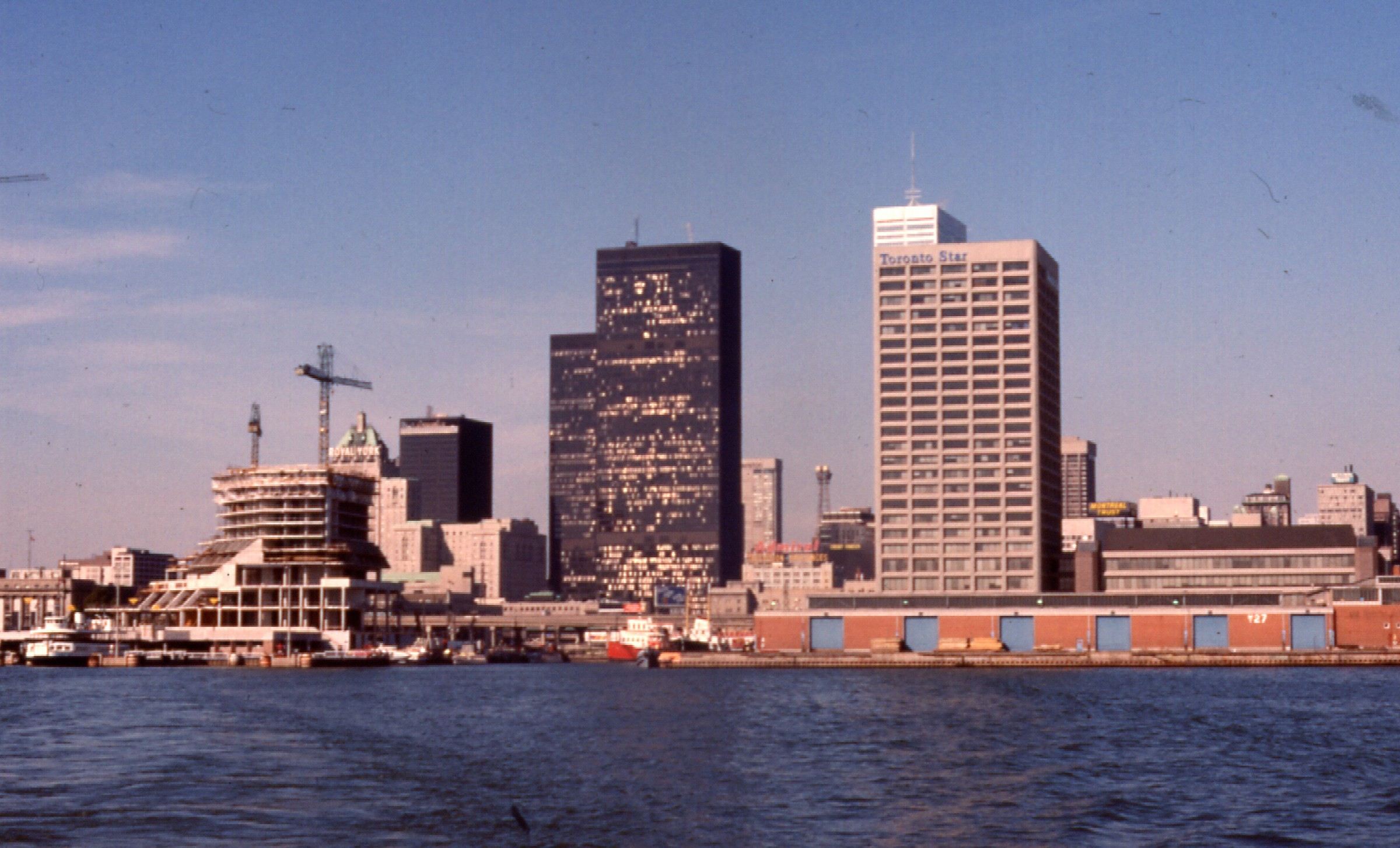
Die Skyline Torontos 1976 mit dem Toronto-Dominion Bank Tower und dem Royal Trust Tower in der Bildmitte

Das Toronto-Dominion Centre (Abkürzung: T-D Centre) ist ein Gebäudekomplex in Downtown Toronto, der aus sechs Hochhäusern und einem bronzegetönten Glaspavillon besteht. Es dient als Hauptsitz der Toronto-Dominion Bank und anderen gewerblichen Mietern. Insgesamt arbeiten rund 21.000 Menschen in dem Komplex, was ihn zum größten Kanadas macht.

## Geschichte
Das Projekt geht zurück auf Allen Lambert, den früheren Präsidenten und Vorstandsmitglied der Toronto-Dominion Bank. Die Planung erfolgte durch das Architekturbüro Bregman + Hamann Architects und den Architekten Ludwig Mies van der Rohe. Mies van der Rohe hatte bei der Planung freie Hand in der Gestaltung. Die Hochhäuser wurden zwischen 1967 und 1991 fertiggestellt, vier der Gebäude wurden erst nach dem Tod Mies van der Rohes 1969 errichtet. Der 1967 eröffnete Toronto-Dominion Bank Tower war zu seiner Zeit das höchste Gebäude Kanadas.
Das Gebäude-Ensemble stellt ein klassisches Beispiel des internationalen Architekturstils dar und markiert Mies van der Rohes Abschluss seiner „Amerikanischen Periode“, die 1957 mit dem Seagram Building in New York City begonnen hatte.
Das Gebäude geriet in die Schlagzeilen, als der 39-jährige Anwalt Garry Hoy am 3. Juli 1993 einer Gruppe Studenten die Unzerbrechlichkeit der Glasfenster demonstrieren wollte, weshalb er sich gegen die Scheibe warf. Er tat dies nicht zum ersten Mal, doch tragischerweise löste sich dieses Mal das Fenster aus der Wand und Garry Hoy stürzte 24 Stockwerke tief in den Tod.

## Einzelne Gebäude
| Gebäude                                                                   | Baujahr vollendet | Höhe    | Stockwerke | Adresse                    | Architekten                                                                                         |
| ------------------------------------------------------------------------- | ----------------- | ------- | ---------- | -------------------------- | --------------------------------------------------------------------------------------------------- |
| Toronto-Dominion Bank Tower                                               | 1967              | 222,8 m | 56         | 66 Wellington Street West  | Bregman + Hamann Architects, John B. Parkin Associates mit Beratung von Ludwig Mies van der Rohe    |
| Royal Trust Tower                                                         | 1969              | 183 m   | 46         | 77 King Street West        | Bregman + Hamann Architects and John B. Parkin Associates mit Beratung von Ludwig Mies van der Rohe |
| Canadian Pacific Tower (früher: Commercial Union Tower)                   | 1974              | 128 m   | 32         | 100 Wellington Street West | Bregman + Hamann Architects                                                                         |
| TD Waterhouse Tower (früher: Aetna Tower, IBM Tower, Maritime Life Tower) | 1985              | 153,8 m | 39         | 79 Wellington Street West  | Bregman + Hamann Architects                                                                         |
| Ernst & Young Tower                                                       | 1991              | 133,1 m | 31         | 222 Bay Street             | Bregman + Hamann Architects und Scott Tan de Bibiana                                                |
| 95 Wellington Street West                                                 | 1986              | 097 m   | 22         | 95 Wellington Street West  | |